# Leptoperla neboissi
Leptoperla neboissi är en bäcksländeart som beskrevs av Mclellan 1971. Leptoperla neboissi ingår i släktet Leptoperla och familjen Gripopterygidae. Inga underarter finns listade i Catalogue of Life.